# 경세제민 촉
《경세제민 촉》은 국내외 최고의 경제 전문가, CEO, 석학 등을 모시고 일반 시청자의 눈높이에 맞추어 경제 현안을 
알기 쉽고 재미있게, 또한 깊이 있게 분석하고 다양한 해법을 제시하는 대담형식의 토크쇼!
경세제민 촉에서는 국내 각 분야의 경제 전문가와 함께 우리 경제와 기업을 보호하고, 
변화 발전하는 촉매 역할의 되기 위한 토크 프로그램! 세계적인 불황과 경기침체 속에 
우리 경제의 현황을 진단하고 미진한 부분에는 경종을, 시급히 개선해야할 문제에는 대안을 제시합니다.

## 출연자
- 매일경제TV 아나운서
- 나도성 교수
- 박재민 교수